# コエロフィシス

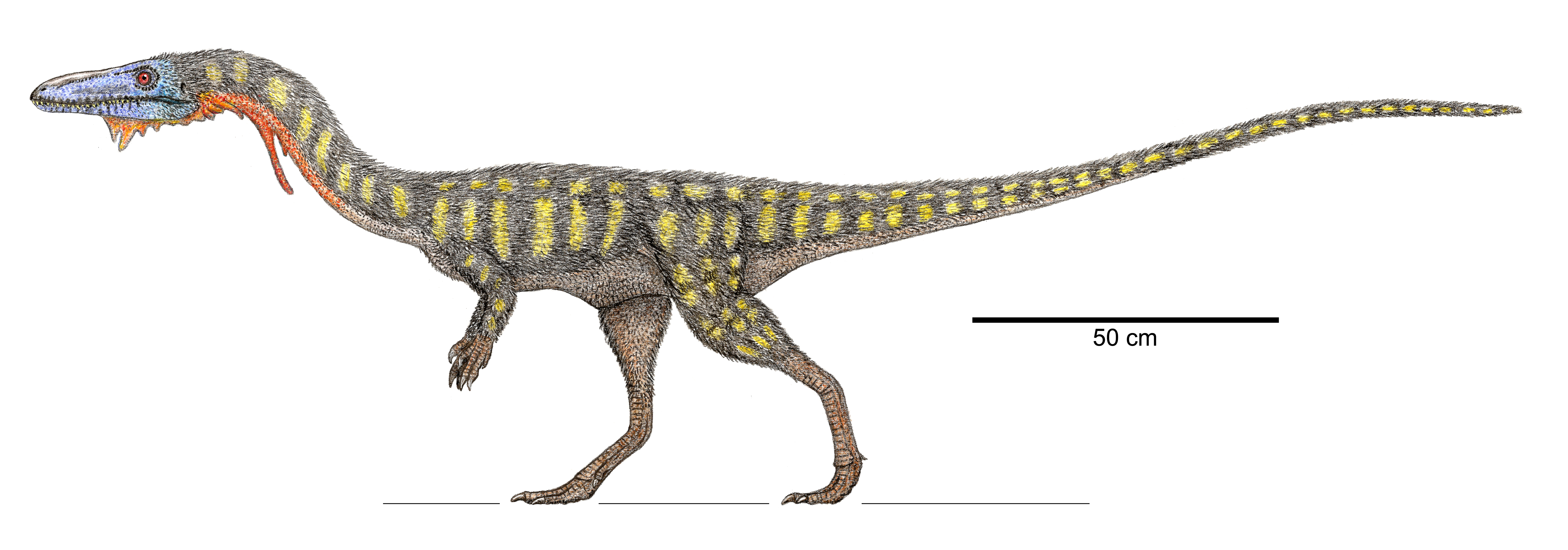
復元図

コエロフィシス(学名: Coelophysis)は、後期三畳紀から前期ジュラ紀（約2億1,600万 ~ 1億9,600万年前）、北米に生息した初期の肉食恐竜である。小型の動物を捕食していたと考えられている。アメリカ合衆国ニューメキシコ州リオ・アリバ郡のゴーストランチからは多くの化石が産出している。

## 形態の特徴

2種のコエロフィシスと人のサイズ比較

細長く華奢な体型で体長約3メートルの小型の恐竜であった。賢固な尾とS字状の首が体長の大部分を占めており、体重は30キログラムに満たなかったと考えられている。後の時代の竜脚類でもみられる、体重を軽減する中空の骨を持った最初期の恐竜である。恐竜の祖先である槽歯類に大変よく似ているが脚が体の側面でなく下側に位置するなど恐竜の特徴を持っている。

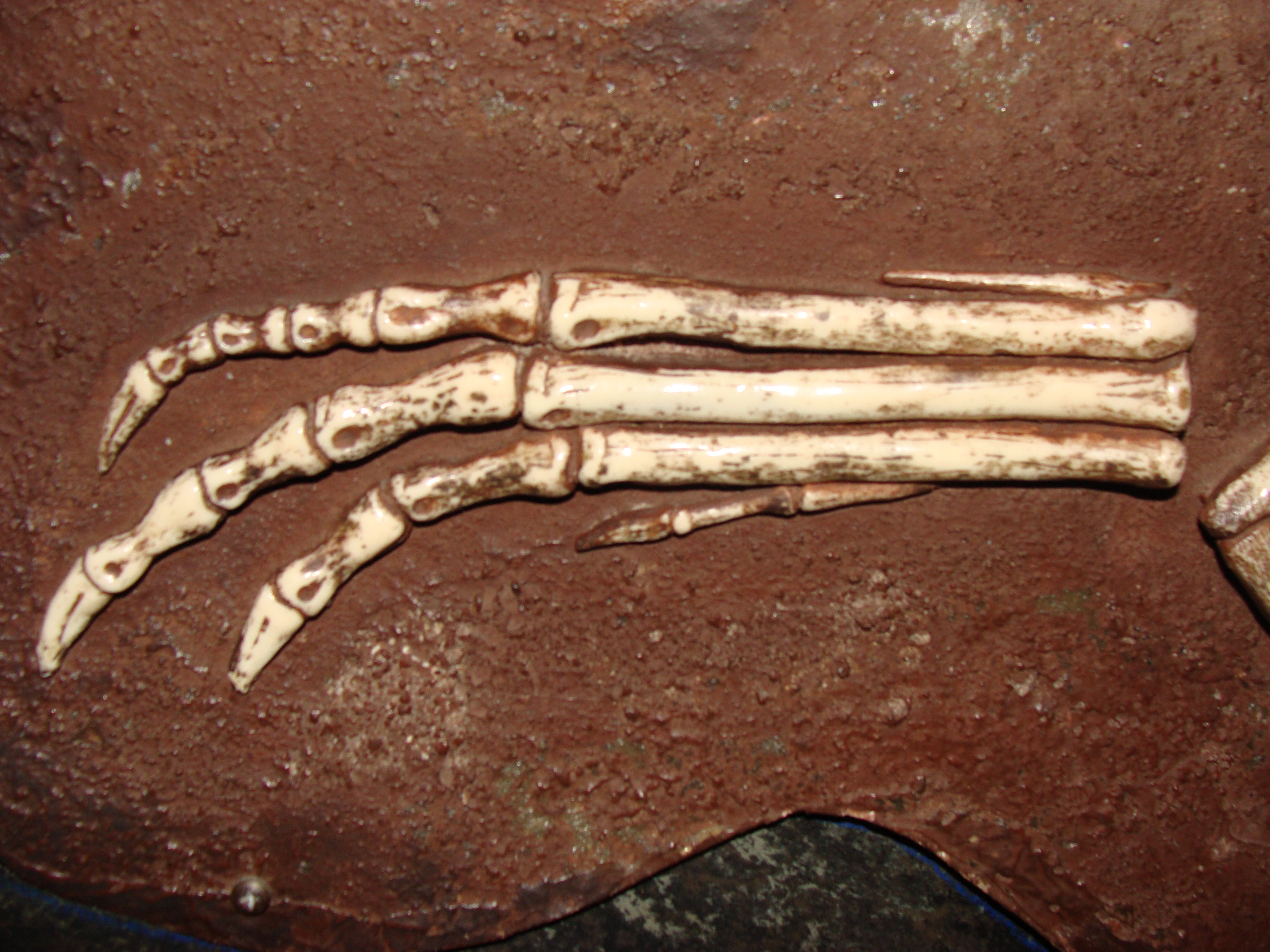
コエロフィシスの前足

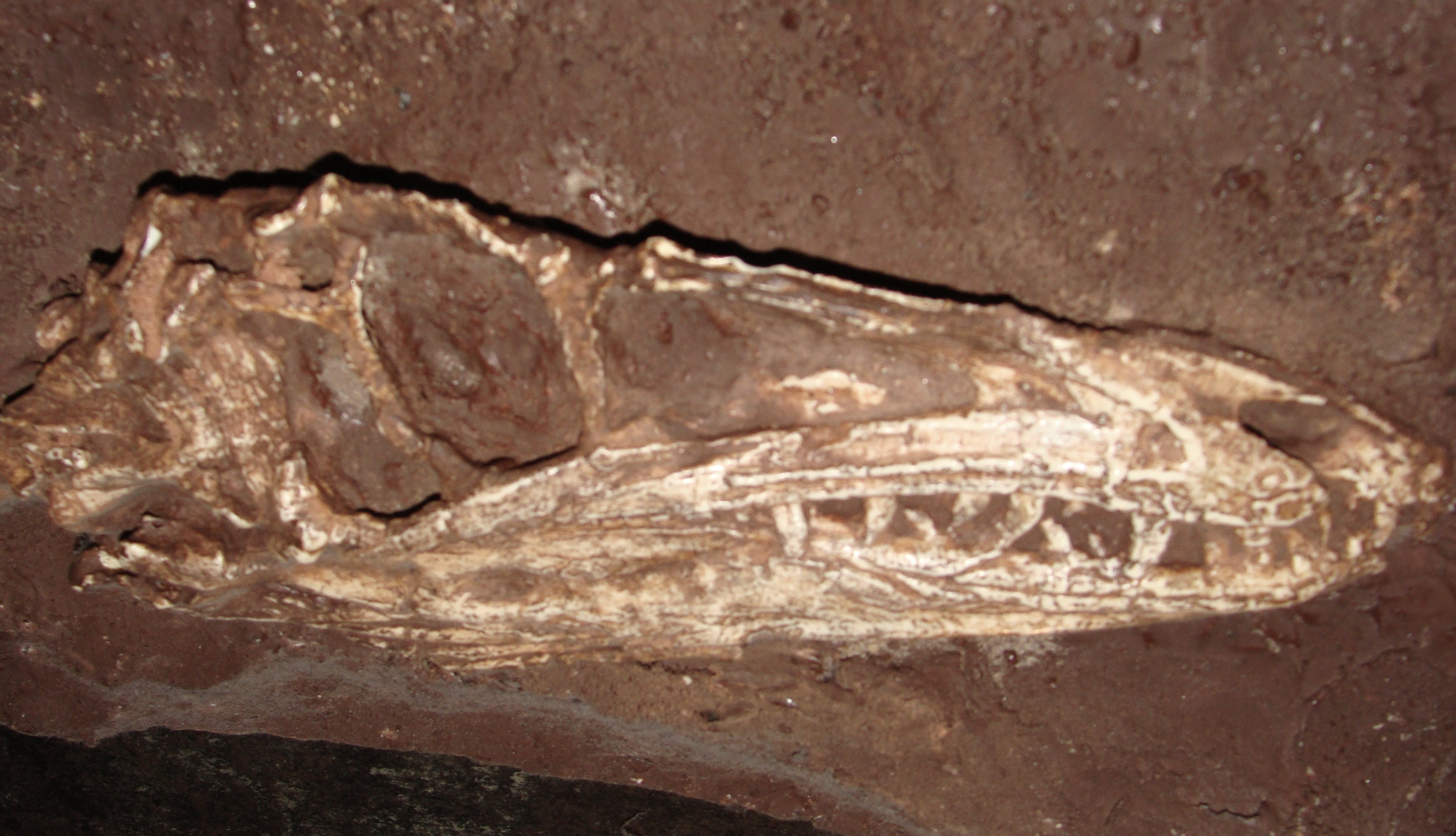
頭蓋骨

頭骨は長いが穴が多くあいていて軽く、フレキシブルな骨の構造を持つ細く長い首の先に存在する。この軽量化した頭骨は後のすべての恐竜に見られる特徴である。鋸歯の多い歯を持ち、多数の小動物を食べていたとされている。手には4本の指を持つがそのうち1本は小さく機能していなかった。5本の指を持つスタウリコサウルスのような初期の恐竜から、進化した2・3本の指しかない後の獣脚類への移行段階のようである。12センチメートルほどの長さで3本指の足は現代の鳥類に似た構造を持っていた。実際、足跡の化石は以前始祖鳥のものと考えられていた。

## 行動
記載者のエドウィン・コルバートが成体のコエロフィシスの化石腹部に幼体の化石が残っているとの見解を示し、共食いの習性があったと発表した為、長い間そう信じられていたが、現在ではマーク・ノレルらの研究によって、腹部に残っていたのはヘスペロスクスというワニであり、単なるエサだったという事が明らかになっている。
以前は、共食い説のほかに、卵胎生であり子供が胎内にあるときに母ごと死亡したという説もあった。コエロフィシスの卵が未発見である事からこの仮説が生まれた。因みに、卵は保存されにくく化石が発見されることは非常に稀である。

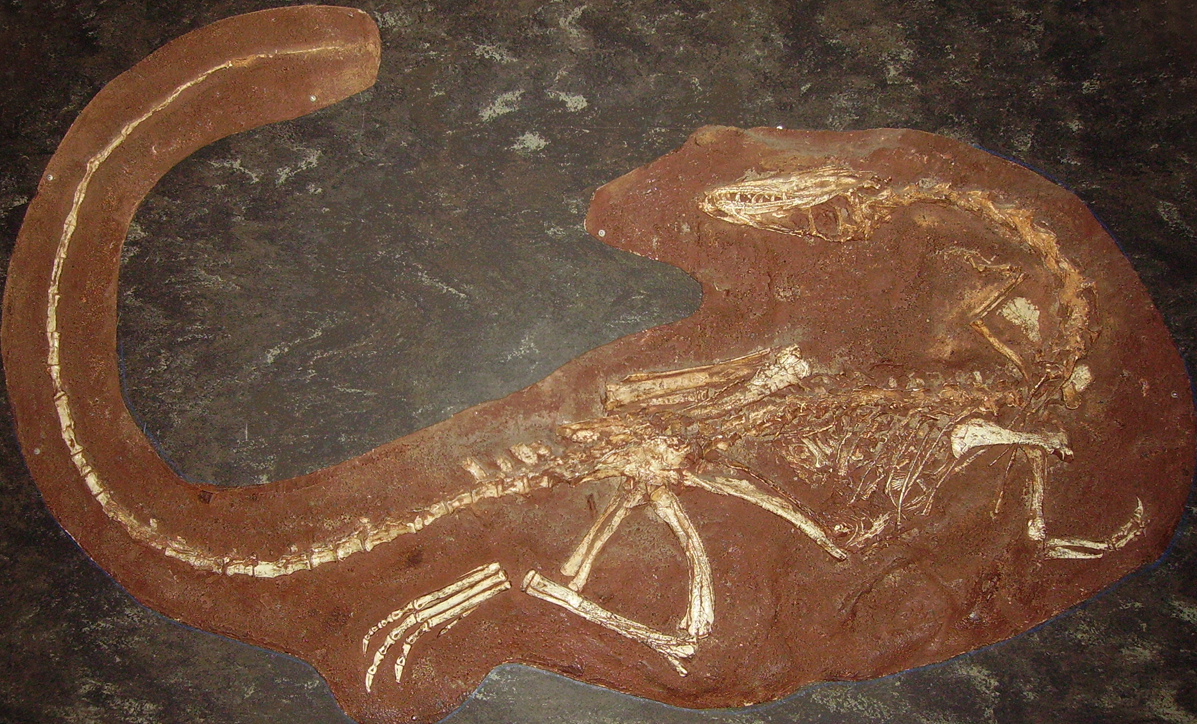
コエロフィシスの化石キャスト。
この化石の胃の部分には食べた小さい爬虫類の骨がある。

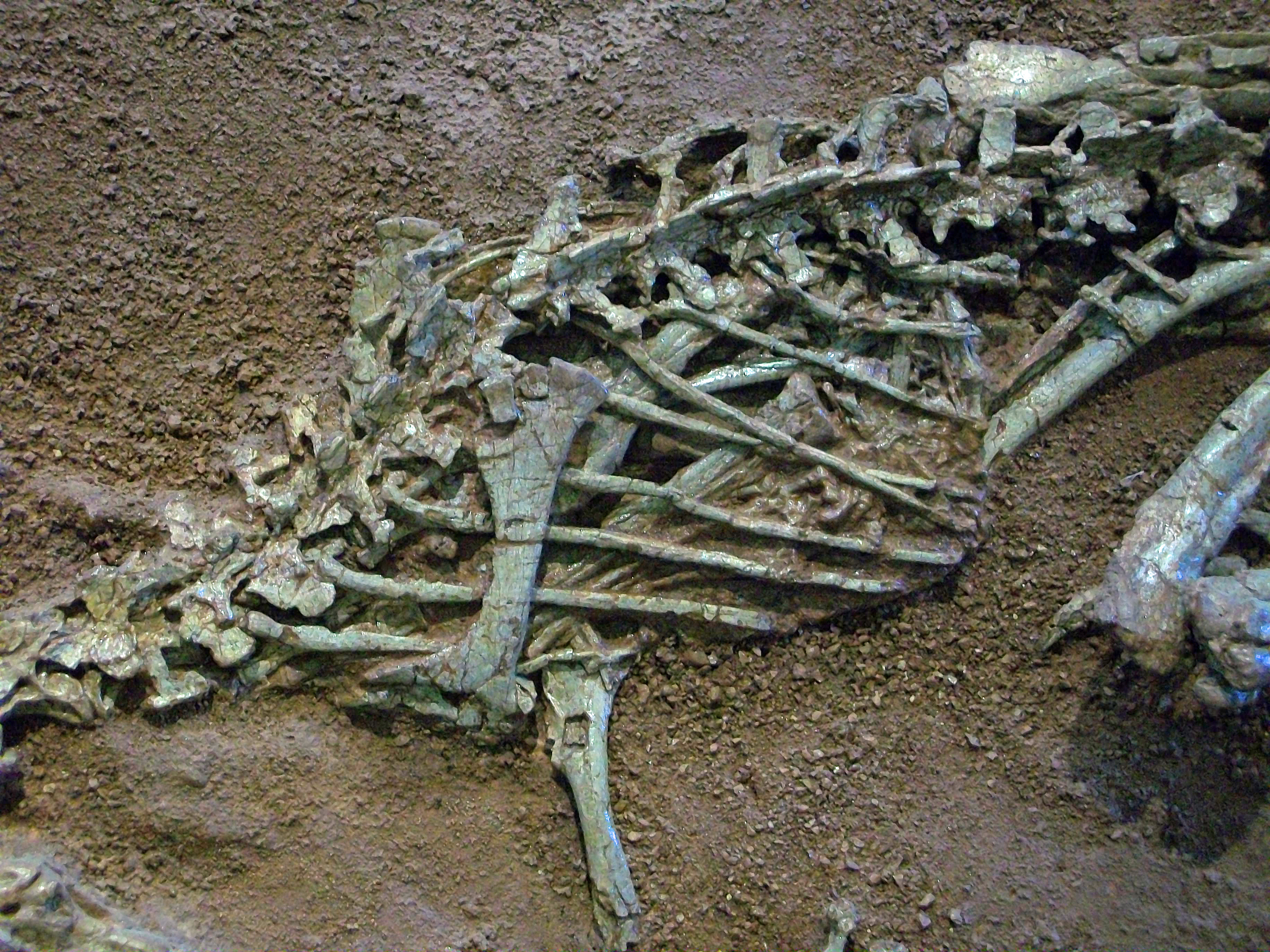
コエロフィシス化石の胃の部分で見える小さいワニワニ類の爬虫類の化石。
米国自然史博物館の展示。

コエロフィシスはおそらくスカベンジャー（腐肉食）ではなかったと考えられる。上顎の歯は大きく、後ろに曲がっていた。そして顎の筋肉の配置は上下の顎が互いにこすり合わせられるようになっていて、電動カービングナイフのようであった。
化石の産状からは後の時代の小型獣脚類と同様に群れで移動と狩りを行っていたと推測される。軽快な体と長い脚で歩幅は75cmにおよび、素早く移動することができた。三畳紀の北アメリカの高台の森林や開けた平原のなかを楽々と移動していたのだろう。

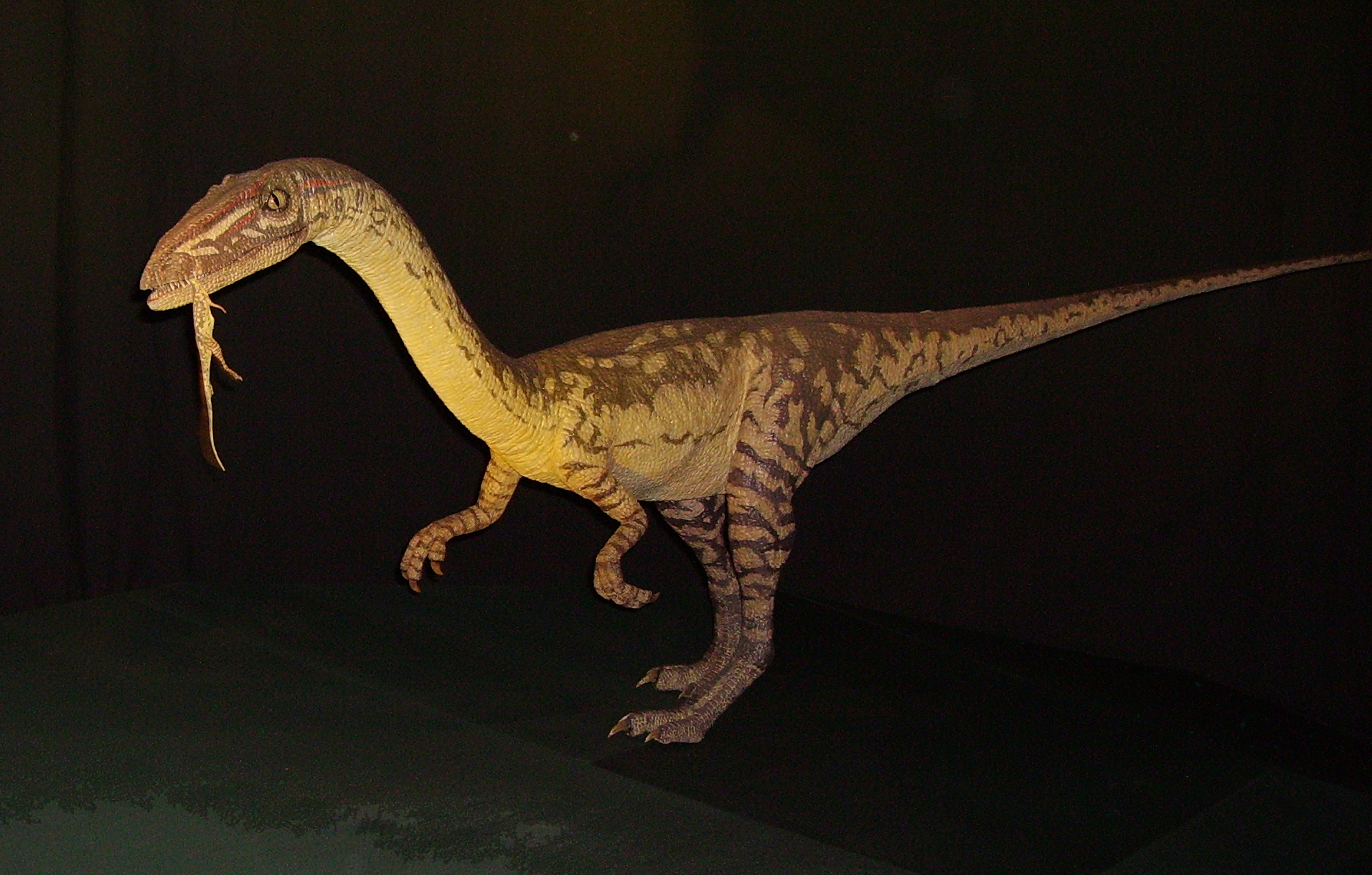
子を食べるコエロフィシスのアニマトロニクスモデル。

二種類の異なる形態のコエロフィシスが発見されている。一方は比較的華奢な形態でもう一方はわずかながら頑丈な形態であった。もともとは、この特徴はコエロフィシス属の異なる種を表すものと考えられていた。しかし古生物学者の間では現在これは性別による違いであるという意見が有力である。他の恐竜についてもこの考え方にもとづき別の種と考えられていたものは再分類がなされている。

## 分類
コエロフィシスはコエロフィシス科(Coelophysidae)（もしくはポドケサウルス科(Podokesauridae)）の属である。しかし正確な分類については議論のあるところである。ケラトサウルス類(Ceratosauria)もしくはケラトサウルス類-テタヌラ類(Tetanurae)区の基部をなす獣脚類であり獣脚類であることは確かである。 どちらに属するかは現在研究者間で意見が二分しており結論は出ていない。
コエロフィシス属の模式種をめぐってはさらに混乱がある。オリジナルのコエロフィシス・バウリ("C. bauri ")はゴーストランチのものと同じ種ではなかった。オリジナルの化石は非常に部分的なものであった。そのためゴーストランチの種には新たな学名リオアリバサウルス（Rioarribausaurus、リオ・アリバのトカゲの意味） が与えられた。しかしながら非常に多くの文献においてはゴーストランチの標本が今日知られているコエロフィシスとして記述されており、混乱を生じた。そこで結局、国際動物命名委員会(The International Commission on Zoological Nomenclature (ICZN))は投票により ゴーストランチの標本の一つをコエロフィシスの事実上の模式標本に定め、リオアリバサウルスの学名を放棄し、混乱は望ましく解決した。オリジナルのコエロフィシスの標本は確信を持ってコエロフィシスであると同意を得るまでの間、真のコエロフィシスを意味するエウコエロフィシス("Eucoelophysis ") という独自の学名が与えられている。
コエロフィシスは多数の恐竜の名前に影響を与える状況にある。多くの標本はもともとコエロフィシス属の新種として分類されたが実際には別の属であった。例えば、Talbotは1911年 "C. holyokensis"を命名した。しかしこの種は現在ポドケサウルス ・ホリオケンシス("Podokesaurus holyokensis")として知られる。またFriedrich von Hueneは 1908年 "C. posthumus"を命名した。この種も再分類を要し暫定的にハルティコサウルス・ロンゴタルスス("Halticosaurus longotarsus ")と冠されている。 他方でコエロフィシスに先立つ2年前の1887年エドワード・ドリンカー・コープが命名したコエルルス・ロンギコリス("Coelurus longicollis ")は"現在C. longicollis " に再命名されている。同様にタニストロフェウス・ウィルストニ("Tanystropheus willistoni ") も  "C. willistoni. "とされている。

## 豆知識
コエロフィシスは宇宙に運ばれた2番目の恐竜である。1998年1月22日、スペースシャトル・エンデバーのミッションSTS-89の過程で、カーネギー自然史博物館のコエロフィシスの頭骨が大気圏を離れた。この標本はまた地球に帰還する前に宇宙ステーションミールにも運ばれた。これに先立つ3年前マイアサウラも宇宙に運ばれている。また、コエロフィシスはニューメキシコ州の州の化石である。